# Yoshinori Tokura

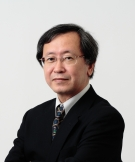
Yoshinori Tokura

Yoshinori Tokura (jap. 十倉 好紀, Tokura Yoshinori; * 1. März 1954 in der Präfektur Hyōgo) ist ein japanischer Physiker.

## Leben
Tokura studierte Physik seit 1976 an der Universität Tokio in der Fakultät der Ingenieurwissenschaften im Fachbereich Angewandte Physik und erhielt 1981 den Doktortitel. Von 1986 bis 1993 war er außerordentlicher Professor an der Fakultät der Naturwissenschaften im Fachbereich Physik. Von 1994 bis 1995 war er Professor am Graduiertenkolleg im Fachbereich Physik und seit 1995 im Fachbereich Angewandte Physik. Von 2001 bis 2008 war er zusätzlich der Leiter des Correlated Electron Research Center (CERC) des National Institute of Advanced Industrial Science and Technology (AIST). Im Jahr 2007 wechselte er an das Forschungszentrum RIKEN, wo er (zusätzlich zu seiner Professur an der Universität Tokio) zunächst bis 2013 Direktor einer Forschungsabteilung wurde. Im Jahr 2013 wurde er Gründungsdirektor des „Center for Emergent Matter Science“ bei RIKEN, welches er bis heute leitet.

## Forschung
Tokuras Forschungsgebiet sind die Quantenmaterialien, insbesondere die physikalischen Eigenschaften von Metalloxiden mit stark korrelierten Elektronen. Zu seinen frühen Leistungen zählt die Entdeckung (gemeinsam mit Hidenori Takagi und Shin-ich Uchida) von Hochtemperatur-Supraleitern, deren Ladungstransport im Normalzustand auf Elektronenleitung beruht – anstatt der Löcherleitung in den ursprünglich von Georg Bednorz und Karl-Alex Müller entdeckten supraleitenden Kupferoxid-Verbindungen. Dadurch wurden wichtige Impulse für die Theorie der Hochtemperatur-Supraleitung gesetzt. Später arbeitete er an Manganoxid-Verbindungen und leistete wichtige Beiträge zur Erkundung des „kolossalen magnetoresistiven (CMR) Effekts“, der in diesen Materialien beobachtet wurde. Insbesondere zeigte er, dass der CMR-Effekt auf die Konkurrenz von ferromagnetischen metallischen und antiferromagnetischen isolierenden Phasen des Elektronensystems zurückzuführen ist. In weiteren Arbeiten an Manganoxiden zeigte Tokura, dass sich die Magnetisierung in diesen Materialien effizient durch elektrische Felder und die elektrische Polarisation durch Magnetfelder steuern lässt. Damit zählt Tokura zu den Begründern der modernen Forschung an Multiferroika. Später wandte Tokura sich topologischen Transportphänomenen in magnetischen Materialien zu und untersucht zurzeit u. a. magnetische Skyrmionen und deren Einfluss auf die Transporteigenschaften von Quantenmaterialien.
Aufgrund einer Analyse der Datenbank Web of Science gehört Tokura zu den meistzitierten Wissenschaftlern seines Forschungsfeldes, 2014 wurde er von Thomson Reuters als Citation Laureate gelistet.

## Auszeichnungen
- 1990: Nishina-Preis
- 1990: IBM Japan Science Prize
- 1991: Bernd T. Matthias Prize
- 1998: Nissan Science Prize
- 2001: Asahi-Preis
- 2003: Medaille am Violetten Band
- 2005: James C. McGroddy Prize for New Materials
- 2011: Fujihara Prize
- 2012: IUPAP Magnetism Award and Néel Medal für Entdeckungen neuartiger magnetoelektronischer Eigenschaften in stark korrelierten elektronischen Systemen, einschließlich der Entdeckung von Elektronen-dotierten Hochtemperatursupraleitern, Untersuchungen zur Mott-Kritikalität, Physik des Bahndrehimpulses, dem CMR-Effekt, experimentellen Entdeckungen von sehr großen magnetoelektrischen Effekten in Multiferroika (Laudatio).[8]
- 2013: Imperial Prize und Japan Academy Prize
- 2014: Honda Memorial Award
- 2020: Person mit besonderen kulturellen Verdiensten
- 2023: Auswärtiges Mitglied der Royal Society
- auswärtiges Mitglied der Königlich Schwedischen Akademie der Wissenschaften